# فلیکس درل
فلیکس درل (فرانسوی: Félix d'Herelle‎؛ ۲۵ آوریل ۱۸۷۳ – ۲۲ فوریهٔ ۱۹۴۹) یک دانشمند و متخصص میکروبیولوژی فرانسوی-کانادایی بود.
او در پاریس به دنیا آمد و در سن ۲۴ سالگی به کشور کانادا مهاجرت کرد و در آنجا ضمن برپایی یک لابراتوار میکروب‌شناسیِ خانگی، قراردادی با دولت کانادا امضا کرد تا در زمینهٔ تخمیر و تقطیر «شیره درخت افرا» و «شِناپس» پژوهش کند.
فلیکس درل یکی از دو کاشف ویروسهای باکتریوفاژ بود و آزمایش‌هایی در زمینهٔ کاربردهای احتمالی درمانی آن‌ها انجام داد. وی همچنین مشارکت‌های ارزنده‌ای در زمینهٔ «میکروبیولوژی کاربردی» داشت.
فلیکس درل همچنین برندهٔ جوایزی همچون نشان لیوونهوک شده‌است.